# Royal Rumble (2024)
Royal Rumble (2024) – trzydziesta siódma gala wrestlingu w chronologii cyklu Royal Rumble wyprodukowana przez federację WWE dla zawodników z brandów Raw, SmackDown i NXT. Odbyła się 27 stycznia 2024 w Tropicana Field w St. Petersburgu w stanie Floryda.
Gala opierała się na Royal Rumble matchach, a zwycięzca tradycyjnie otrzymuje walkę o mistrzostwo świata na tegorocznej WrestleManii. W przypadku gali w 2024 roku zwycięzcy poszczególnych kategorii mężczyzn i kobiet otrzymali wybór, o które mistrzostwa będą walczyć na WrestleManii XL. Zwycięzca mężczyzn mógł wybrać walkę o World Heavyweight Championship (brandu Raw) lub Undisputed WWE Universal Championship (brandu SmackDown), podczas gdy zwyciężczyni kobiet miała wybór pomiędzy Women’s World Championship (brandu Raw) lub WWE Women’s Championship (brandu SmackDown). W Royal Rumble kobiet Bayley, trzecia uczestniczka, wygrała, eliminując jako ostatnią Liv Morgan, 30. uczestniczkę. Bayley pobiła także rekord najdłuższego czasu spędzonego w kobiecym Rumble, trwając 1:03:03. W męskim Royal Rumble, który był walką wieczoru, 15. uczestnik Cody Rhodes wygrał, eliminując jako ostatniego CM Punka, 27. uczestnika. To uczyniło Rhodesa pierwszym wrestrelem od czasu Stone Colda Steve’a Austina w 1998 roku, który wygrał Rumble matche jeden po drugim i czwartym ogólnie, po Austinie (1997 i 1998), Shawnie Michaelsie (1995 i 1996) i Hulku Hoganie (1990 i 1991), a następnie został dziesiątym wrestlerem, który wygrał w sumie dwa Royal Rumble matche.
Gala ta była debiutem na ringu WWE Jade Cargill, która podpisała kontrakt z firmą we wrześniu 2023 roku. Godnym uwagi był także występ TNA Knockouts World Championki z Total Nonstop Action Wrestling Jordynne Grace, a także powroty Naomi, Liv Morgan, Andrade i Omosa. Była to także pierwsza transmitowana w telewizji walka CM Punka w WWE od Royal Rumble w 2014 roku.
Oprócz dwóch walk Royal Rumble na karcie rozegrano dwie inne walki, które dotyczyły mistrzostw SmackDown. W pierwszej Roman Reigns obronił Undisputed WWE Universal Championship w Fatal 4-way matchu przeciwko AJ Stylesowi, LA Knightowi i Randy’emu Ortonowi, podczas gdy Logan Paul pokonał Kevina Owensa przez dyskwalifikację, zachowując WWE United States Championship.

## Produkcja

### Tło
Royal Rumble to coroczna gala profesjonalnego wrestlingu organizowana co roku w styczniu przez WWE od 1988 roku. Jest to jedno z pięciu największych wydarzeń roku w tej organizacji, obok WrestleManii, SummerSlam, Survivor Series i Money in the Bank, określane jako „Wielka Piątka”. Koncepcja wydarzenia opiera się na Royal Rumble matchu, zmodyfikowanym battle royalu, w której uczestnicy wchodzą na ring w określonych odstępach czasu, a nie wszyscy zaczynają na ringu w tym samym czasie.
Ogłoszony 13 września 2023 roku trzydziesta siódma edycja Royal Rumble ma się odbyć w sobotę, 27 stycznia 2024 roku w Tropicana Field w St. Petersburgu w stanie Floryda i wzięli w nim udział zawodnicy brandów Raw, SmackDown i NXT. Było to drugie Royal Rumble, które odbyło się na Tropicana Field po gali w 2021 roku, ale pierwsze z udziałem fanów na żywo, ponieważ wydarzenie w 2021 roku zostało wyprodukowane bez fanów za pośrednictwem WWE ThunderDome z powodu pandemii COVID-19 w tym roku. To z kolei było trzecim Royal Rumble, które odbyło się w rejonie Tampa Bay, ale pierwszym, w którym uczestniczyli fani od imprezy w 1995 roku. Oprócz emisji w systemie pay-per-view na całym świecie, emisja była przeprowadzana na żywo za pośrednictwem serwisu strumieniowego Peacock w Stanach Zjednoczonych i WWE Network na większości rynków międzynarodowych. Bilety trafiły do sprzedaży 20 października 2023 roku; dostępne są również pakiety gościnności premium.
Tradycją gali Royal Rumble jest zorganizowanie dwóch Royal Rumble matchy, w którym zwycięzca otrzyma szansę na walkę o World Heavyweight Championship (brandu Raw) lub Undisputed WWE Universal Championship (brandu SmackDown) na WrestleManii XL, a zwyciężczyni otrzyma szansę na walkę o Women’s World Championship (brandu Raw) lub WWE Women’s Championship (brandu SmackDown) także na WrestleManii XL.
Kilka dni przed Royal Rumble Janel Grant, była pracowniczka centrali WWE w latach 2019–2022, złożyła pozew przeciwko WWE i TKO (przez pełnomocnika). Grant zarzuciła, że McMahon zmusił ją do stosunku seksualnego i wraz z dyrektorem WWE Johnem Laurinaitisem i wrestlerem WWE, który był także byłym zawodnikiem UFC (The Wall Street Journal zidentyfikował go jako Brock Lesnar), handlował nią w celach seksualnych i wielokrotnie wykorzystywał seksualnie i zaatakował ją w latach 2020–2021. Grant zarzuciła, że padła ofiarą „skrajnego okrucieństwa i poniżenia” przez McMahona, w tym wypróżnienia podczas stosunku seksualnego. Grant oświadczyła, że McMahon zgodził się zapłacić jej 3 miliony dolarów w 2022 roku w zamian za NDA, ale przestał płacić po wypłaceniu zaledwie 1 miliona dolarów po pierwszym publicznym ujawnieniu zarzutów o niewłaściwe zachowanie na tle seksualnym w tym samym roku. Prokuratorzy federalni wezwali McMahona do sądu i zajęli się złożonym wnioskiem. Dzień po zgłoszeniu roszczeń, 26 stycznia 2024 roku Vince McMahon złożył rezygnację z TKO. W oświadczeniu McMahon powiedział, że decyzja została podjęta „z szacunku dla WWE Universe, TKO, akcjonariuszy i partnerów biznesowych”. Ari Emanuel objął stanowisko prezesa TKO. W odpowiedzi Slim Jim, sponsor gali, chwilowo wstrzymał działalność promocyjną ze względu na zarzuty, by wznowić ją następnego dnia po rezygnacji McMahona. Usunięcie McMahona z rady TKO sprawia, że gala Royal Rumble w 2024 roku była pierwszą dużą galą WWE, w którym on ani nikt z jego rodziny nie był zaangażowany w żaden sposób (córka Vince’a, Stephanie McMahon, ostatecznie pojawiła się na WrestleManii XL w kwietniu).

### Rywalizacje
Royal Rumble oferowało walki profesjonalnego wrestlingu z udziałem wrestlerów należących do brandów Raw i SmackDown. Wyreżyserowane rywalizacje (storyline’y) były kreowane podczas cotygodniowych gal Raw i SmackDown. Wrestlerzy są przedstawieni jako heele (negatywni, źli zawodnicy i najczęściej wrogowie publiki) i face’owie (pozytywni, dobrzy i najczęściej ulubieńcy publiki), którzy rywalizują pomiędzy sobą w seriach walk mających budować napięcie. Kulminacją rywalizacji jest walka wrestlerska lub ich seria.

#### Pojedynek o Undisputed WWE Universal Championship
Zanim Randy Orton zrobił sobie przerwę w maju 2022 roku z powodu kontuzji pleców, feudował z The Bloodline (Undisputed WWE Universal Champion Roman Reigns, Jey Uso i Jimmy Uso). 4 listopada 2023 na Crown Jewel, Roman Reigns pokonał LA Knighta i obronił Undisputed WWE Universal Championship po interwencji The Bloodline. Na następnym odcinku SmackDown, Knight oświadczył, że nie skończy z The Bloodline, dopóki nie pokona Reignsa o tytuł. Orton powrócił w listopadzie 2023 roku i był częścią zespołu Jeya – który od tego czasu opuścił The Bloodline – na Survivor Series: WarGames w męskim WarGames matchu, który wygrali. Następnie Orton podpisał kontrakt z mbrandem SmackDown po odparciu ataku The Bloodline (do którego tego czasu dołączył Solo Sikoa) 1 grudnia na odcinku SmackDown, przysięgając zemstę na The Bloodline za zaatakowanie go. Dwa tygodnie później, powracający AJ Styles pomógł Knightowi i Ortonowi odeprzeć The Bloodline, a następnie również zaatakował Knighta. W następnym tygodniu Styles wyjaśnił, że zaatakował Knighta za zajęcie jego miejsca w tag team matchu na Fastlane. Po tym, jak Orton im przerwał i powiedział, że także chce walki o tytuł przeciwko Reignsowi, Generalny Menadżer SmackDown Nick Aldis ogłosił, że Orton, Styles i Knight będą rywalizować w triple threat matchu na SmackDown: New Year’s Revolution, gdzie zwycięzca zmierzy się z Reignsem o Undisputed WWE Universal Championship na Royal Rumble. Jednak walka zakończyła się bez rezultatu po tym, jak The Bloodline zaatakowało wszystkich trzech konkurentów. W rezultacie Aldis ogłosił, że zamiast tego Reigns będzie bronił swojego tytułu w fatal 4-way matchu przeciwko Ortonowi, Knightowi i Stylesowi na Royal Rumble.

#### Pojedynek o WWE United States Championship
Na Crown Jewel 4 listopada 2023, Logan Paul zdobył swój pierwszy tytuł WWE, United States Championship. Paul po raz pierwszy pojawił się jako mistrz 1 grudnia na odcinku SmackDown, gdzie ogłosił, że jego pierwszy pretendent zostanie wyłoniony w drodze turnieju. Turniej wygrał Kevin Owens na SmackDown: New Year’s Revolution, zapewniając w ten sposób walkę z Paulem o tytuł na Royal Rumble.

## Wyniki walk
| Nr                                 | Wyniki                                                                                                 | Stypulacje                                                                                       | Czas    |
| ---------------------------------- | --- | ------------------------------------------------------------------------------------------------ | ------- |
| 1                                  | Bayley wygrała eliminując jako ostatnią Liv Morgan                                                     | 30-osobowy żeński Royal Rumble match o miano pretendentki do kobiecego tytułu na WrestleManii XL | 1:05:00 |
| 2                                  | Roman Reigns (c) (z Paulem Heymanem) pokonał AJ Stylesa, LA Knighta i Randy’ego Ortona poprzez pinfall | Fatal 4-way match o Undisputed WWE Universal Championship                                        | 19:30   |
| 3                                  | Logan Paul (c) pokonał Kevina Owensa poprzez dyskwalifikację                                           | Singles match o WWE United States Championship                                                   | 14:00   |
| 4                                  | Cody Rhodes wygrał eliminując jako ostatniego CM Punka                                                 | 30-osobowy męski Royal Rumble match o miano pretendenta do światowego tytułu na WrestleManii XL  | 1:08:25 |
| (c) – mistrz/mistrzyni przed walką | |                                                                                                  |         |

### Wejścia i eliminacje w żeńskim Royal Rumble matchu
– członkini brandu Raw
    – członkini brandu SmackDown
    – członkini brandu NXT
    – członkini TNA
    – wolna agentka
    – zwyciężczyni
| Nr wejściowy | Wrestlerka       | Brand         | Nr eliminacji | Wyeliminowana przez           | Czas    | Eliminacje |
| ------------ | ---------------- | ------------- | ------------- | ----------------------------- | ------- | ---------- |
| 1            | Natalya          | Raw           | 3             | Tegan Nox                     | 20:57   | 0          |
| 2            | Naomi            | Wolna agentka | 25            | Jade Cargill                  | 1:02:18 | 2          |
| 3            | Bayley           | SmackDown     | —             | Zwyciężczyni                  | 1:03:03 | 7          |
| 4            | Candice LeRae    | Raw           | 2             | Bayley, Asukę i Kairi Sane    | 15:23   | 0          |
| 5            | Jordynne Grace   | TNA           | 7             | Biancę Belair                 | 19:10   | 0          |
| 6            | Indi Hartwell    | Raw           | 1             | Bayley                        | 03:23   | 0          |
| 7            | Asuka            | SmackDown     | 6             | Katanę Chance i Kayden Carter | 12:59   | 1          |
| 8            | Ivy Nile         | Raw           | 10            | Nię Jax                       | 23:27   | 0          |
| 9            | Katana Chance    | Raw           | 13            | Nię Jax                       | 25:48   | 1          |
| 10           | Bianca Belair    | SmackDown     | 26            | Bayley                        | 47:46   | 1          |
| 11           | Kairi Sane       | SmackDown     | 5             | Kayden Carter                 | 05:00   | 1          |
| 12           | Tegan Nox        | Raw           | 4             | Bayley                        | 01:22   | 1          |
| 13           | Kayden Carter    | Raw           | 8             | Piper Niven                   | 11:48   | 2          |
| 14           | Chelsea Green    | Raw           | 14            | Becky Lynch                   | 17:32   | 0          |
| 15           | Piper Niven      | Raw           | 12            | Nię Jax                       | 12:39   | 1          |
| 16           | Xia Li           | Raw           | 9             | Nię Jax                       | 06:46   | 0          |
| 17           | Zelina Vega      | SmackDown     | 17            | Shaynę Baszler i Zoey Stark   | 20:00   | 0          |
| 18           | Maxxine Dupri    | Raw           | 11            | Bayley                        | 06:39   | 0          |
| 19           | Nia Jax          | Raw           | 21            | Jade Cargill                  | 20:15   | 8          |
| 20           | Shotzi           | SmackDown     | 20            | Nię Jax                       | 15:14   | 0          |
| 21           | Becky Lynch      | Raw           | 24            | Naomi                         | 22:29   | 1          |
| 22           | Alba Fyre        | SmackDown     | 16            | Naomi                         | 06:21   | 0          |
| 23           | Shayna Baszler   | Raw           | 18            | Nię Jax                       | 08:27   | 1          |
| 24           | Valhalla         | Raw           | 15            | Nię Jax                       | 00:05   | 0          |
| 25           | Michin           | SmackDown     | 19            | Nię Jax                       | 05:02   | 0          |
| 26           | Zoey Stark       | Raw           | 22            | Liv Morgan                    | 09:58   | 1          |
| 27           | Roxanne Perez    | NXT           | 23            | Tiffany Stratton              | 08:29   | 0          |
| 28           | Jade Cargill     | Wolna agentka | 28            | Liv Morgan                    | 11:03   | 2          |
| 29           | Tiffany Stratton | NXT           | 27            | Bayley                        | 06:52   | 1          |
| 30           | Liv Morgan       | Raw           | 29            | Bayley                        | 06:26   | 2          |

1. ↑  Naomi pobiła rekord bycia w żeńskim Royal Rumble matchu, wcześniej należącym do Rhei Ripley i Liv Morgan, które w Royal Rumble w 2023 roku przetrwały 1:01:08. Rekord ten został pobity przez Bayley o niecałą minutę, później.

### Wejścia i eliminacje w męskim Royal Rumble matchu
– członek brandu Raw
    – członek brandu SmackDown
    – członek brandu NXT
    – wolny agent
    – zwycięzca
| Nr wejścia | Wrestler                 | Brand       | Nr eliminacji | Wyeliminowany przez       | Czas  | Eliminacje |
| ---------- | ------------------------ | ----------- | ------------- | ------------------------- | ----- | ---------- |
| 1          | Jey Uso                  | Raw         | 23            | Gunthera                  | 50:55 | 1          |
| 2          | Jimmy Uso                | SmackDown   | 12            | Brona Breakkera           | 34:09 | 0          |
| 3          | Grayson Waller           | SmackDown   | 1             | Carmelo Hayesa            | 04:05 | 0          |
| 4          | Andrade                  | Wolny agent | 8             | Bronsona Reeda            | 22:59 | 0          |
| 5          | Carmelo Hayes            | NXT         | 6             | Finna Bálora              | 17:06 | 1          |
| 6          | Shinsuke Nakamura        | Raw         | 9             | Cody’ego Rhodesa          | 20:51 | 0          |
| 7          | Santos Escobar           | SmackDown   | 2             | Carlito                   | 06:37 | 0          |
| 8          | Karrion Kross            | SmackDown   | 4             | Bobby’ego Lashleya        | 06:20 | 1          |
| 9          | „Dirty” Dominik Mysterio | Raw         | 21            | CM Punka                  | 33:19 | 1          |
| 10         | Carlito                  | SmackDown   | 3             | Bobby’ego Lashleya        | 02:23 | 1          |
| 11         | Bobby Lashley            | SmackDown   | 5             | Karriona Krossa           | 01:34 | 2          |
| 12         | Ludwig Kaiser            | Raw         | 10            | Kofiego Kingstona         | 09:29 | 0          |
| 13         | Austin Theory            | SmackDown   | 7             | Cody’ego Rhodesa          | 03:58 | 0          |
| 14         | Finn Bálor               | Raw         | 13            | Brona Breakkera           | 11:21 | 1          |
| 15         | Cody Rhodes              | Raw         | —             | Zwycięzca                 | 43:21 | 4          |
| 16         | Bronson Reed             | Raw         | 14            | Omosa                     | 10:39 | 1          |
| 17         | Kofi Kingston            | Raw         | 11            | Gunthera                  | 03:34 | 1          |
| 18         | Gunther                  | Raw         | 28            | Cody’ego Rhodesa          | 30:10 | 3          |
| 19         | Ivar                     | Raw         | 15            | Brona Breakkera           | 04:57 | 0          |
| 20         | Bron Breakker            | NXT         | 18            | „Dirty” Dominika Mysterio | 05:19 | 4          |
| 21         | Omos                     | Wolny agent | 17            | Brona Breakkera           | 02:43 | 1          |
| 22         | Pat McAfee               | Wolny agent | 16            | Samego siebie             | 00:38 | 0          |
| 23         | JD McDonagh              | Raw         | 19            | Jeya Uso                  | 00:03 | 0          |
| 24         | R-Truth                  | Raw         | 20            | Damiana Priesta           | 02:56 | 0          |
| 25         | The Miz                  | Raw         | 22            | Gunthera                  | 06:06 | 0          |
| 26         | Damian Priest            | Raw         | 25            | Samiego Zayna             | 10:24 | 1          |
| 27         | CM Punk                  | Raw         | 29            | Cody’ego Rhodesa          | 21:45 | 2          |
| 28         | Ricochet                 | Raw         | 24            | Drew McIntyre’a           | 05:10 | 0          |
| 29         | Drew McIntyre            | Raw         | 27            | CM Punka                  | 09:52 | 2          |
| 30         | Sami Zayn                | Raw         | 26            | Drew McIntyre’a           | 03:19 | 1          |

1. ↑  Karrion Kross był już wyeliminowany, kiedy on wyeliminował Bobby’ego Lashleya.
2. ↑  Pierwotnie Brock Lesnar miał wziąć udział w walce, ale ze względu na wzmiankę o nim w procesie o handel ludźmi w celach seksualnych przeciwko Vince’owi McMahonowi, został wycofany z walki i zastąpiony przez Breakkera.

### Turniej o miano pretendenta do WWE United States Championship
|  | Pierwsza runda SmackDown 8–15 grudnia 2023 | Pierwsza runda SmackDown 8–15 grudnia 2023 | Pierwsza runda SmackDown 8–15 grudnia 2023 |               |                | Półfinały SmackDown 15 grudnia 2023 (wyemitowano 22 grudnia) | Półfinały SmackDown 15 grudnia 2023 (wyemitowano 22 grudnia) | Półfinały SmackDown 15 grudnia 2023 (wyemitowano 22 grudnia) |  |  | Finał SmackDown: New Year’s Revolution 5 stycznia 2024 | Finał SmackDown: New Year’s Revolution 5 stycznia 2024 | Finał SmackDown: New Year’s Revolution 5 stycznia 2024 |  |
|  |                                            |                                            |                                            |               |                |                                                              |                                                              |                                                              |  |  |                                                        |                                                        |                                                        |  |
|  | Dragon Lee                                 | Dragon Lee                                 | 9:09                                       |               |                |                                                              |                                                              |                                                              |  |  |                                                        |                                                        |                                                        |  |
|  | Dragon Lee                                 | Dragon Lee                                 | 9:09                                       |               |                |                                                              |                                                              |                                                              |  |  |                                                        |                                                        |                                                        |  |
|  | Santos Escobar                             | Santos Escobar                             | Pin                                        |               |                |                                                              |                                                              |                                                              |  |  |                                                        |                                                        |                                                        |  |
|  | Santos Escobar                             | Santos Escobar                             | Pin                                        |               | Santos Escobar | Santos Escobar                                               | Pin                                                          |                                                              |  |  |                                                        |                                                        |                                                        |  |
|  |                                            |                                            |                                            |               | Santos Escobar | Santos Escobar                                               | Pin                                                          |                                                              |  |  |                                                        |                                                        |                                                        |  |
|  |                                            |                                            | Bobby Lashley                              | Bobby Lashley | 8:44           |                                                              |                                                              |                                                              |  |  |                                                        |                                                        |                                                        |  |
|  | Bobby Lashley                              | Bobby Lashley                              | Bobby Lashley                              | Bobby Lashley | 8:44           | Pin                                                          |                                                              |                                                              |  |  |                                                        |                                                        |                                                        |  |
|  | Bobby Lashley                              | Bobby Lashley                              |                                            |               |                |                                                              |                                                              |                                                              |  |  |                                                        |                                                        |                                                        |  |
|  | Karrion Kross                              | Karrion Kross                              | 9:46                                       |               |                |                                                              |                                                              |                                                              |  |  |                                                        |                                                        |                                                        |  |
|  | Karrion Kross                              | Karrion Kross                              | 9:46                                       |               | Santos Escobar | Santos Escobar                                               | 16:35                                                        |                                                              |  |  |                                                        |                                                        |                                                        |  |
|  |                                            |                                            |                                            |               |                |                                                              |                                                              |                                                              |  |  |                                                        |                                                        |                                                        |  |
|  |                                            |                                            | Kevin Owens                                | Kevin Owens   | Pin            |                                                              |                                                              |                                                              |  |  |                                                        |                                                        |                                                        |  |
|  | Carmelo Hayes                              | Carmelo Hayes                              | Kevin Owens                                | Kevin Owens   | Pin            | Pin                                                          |                                                              |                                                              |  |  |                                                        |                                                        |                                                        |  |
|  | Carmelo Hayes                              | Carmelo Hayes                              |                                            |               |                |                                                              |                                                              |                                                              |  |  |                                                        |                                                        |                                                        |  |
|  | Grayson Waller                             | Grayson Waller                             | 10:23                                      |               |                |                                                              |                                                              |                                                              |  |  |                                                        |                                                        |                                                        |  |
|  | Grayson Waller                             | Grayson Waller                             | 10:23                                      |               | Carmelo Hayes  | Carmelo Hayes                                                | 10:04                                                        |                                                              |  |  |                                                        |                                                        |                                                        |  |
|  |                                            |                                            |                                            |               | Carmelo Hayes  | Carmelo Hayes                                                | 10:04                                                        |                                                              |  |  |                                                        |                                                        |                                                        |  |
|  |                                            |                                            | Kevin Owens                                | Kevin Owens   | Pin            |                                                              |                                                              |                                                              |  |  |                                                        |                                                        |                                                        |  |
|  | Austin Theory                              | Austin Theory                              | Kevin Owens                                | Kevin Owens   | Pin            | 13:32                                                        |                                                              |                                                              |  |  |                                                        |                                                        |                                                        |  |
|  | Austin Theory                              | Austin Theory                              |                                            |               |                |                                                              |                                                              |                                                              |  |  |                                                        |                                                        |                                                        |  |
|  | Kevin Owens                                | Kevin Owens                                | Pin                                        |               |                |                                                              |                                                              |                                                              |  |  |                                                        |                                                        |                                                        |  |